# Charlotte Furth
Charlotte Furth (* 22. Januar 1934 in Charlottesville; † 19. Juni 2022 in Los Angeles) war eine US-amerikanische Historikerin.

## Leben
1954 schloss sie ihr Studium an der University of North Carolina mit einem B.A. in französischer Literatur ab. Sie erhielt einen Ph.D. in Chinesischer Geschichte in Stanford 1965. Sie wurde Professorin für Geschichte an der California State University, Long Beach, wo sie von 1966 bis 1989 lehrte. 1989 trat sie der Abteilung für Geschichte an der University of Southern California bei, wo sie bis zu ihrer Pensionierung im Jahr 2008 unterrichtete. Ein Schwerpunkt ihrer Forschungen war China in der späten Kaiserzeit, daneben die Geschichte der chinesischen Medizin.